# Workenesh Edesa
Workenesh Edesa (* 11. September 1992) ist eine äthiopische Langstreckenläuferin.
Am 25. Januar 2015 gewann sie den Marrakesch-Marathon in 2:31:06 h.
Knapp ein Jahr später am 2. Januar 2016 gewann sie den Xiamen-Marathon, ein IAAF Gold Label Road Race, in 2:24:04 h.
2022 erzielte Edesa als Vierte des Berlin-Marathons in 2:18:51 h eine neue persönliche Bestzeit. 
Im Januar 2024 gewann sie in derselben Zeit (2:18:51 h) den Osaka Women’s Marathon. 

## Persönliche Bestzeiten
- Halbmarathon: 1:12:00 h, 22. März 2015, Lissabon
- Marathon: 2:18:51 h, Berlin 2022, Osaka 2024